# Rogelio Cabrera López
Rogelio Cabrera López (Santa Catarina, 24 de janeiro de 1951) é um clérigo mexicano e arcebispo católico de Monterrey.
Rogelio Cabrera López foi ordenado sacerdote em 17 de novembro de 1978.
O Papa João Paulo II o nomeou Bispo de Tacámbaro em 30 de abril de 1996. O núncio apostólico no México, Girolamo Prigione, o consagrou bispo em 30 de maio do mesmo ano; Os co-consagradores foram Mario de Gasperín Gasperín, bispo de Querétaro, e Alberto Suárez Inda, arcebispo de Morelia.
Foi nomeado Bispo de Tapachula em 16 de julho de 2001 e Bispo de Tuxtla Gutiérrez em 11 de setembro de 2004. Com a elevação à Arquidiocese em 25 de novembro de 2006, foi nomeado Arcebispo de Tuxtla Gutiérrez. Papa Bento XVI nomeou-o Arcebispo de Monterrey em 3 de outubro de 2012. A posse ocorreu em 5 de dezembro do mesmo ano. O Papa Francisco também o nomeou membro da Pontifícia Comissão para a América Latina em 10 de março de 2021.
Durante as vagas da Sede, administrou a Diocese de Tampico de 20 de julho de 2018 a 7 de julho de 2019 e a Diocese de Ciudad Victoria de 30 de março a 17 de novembro de 2021 como Administrador Apostólico.